# Huile de Haarlem
L'Huile de Haarlem est une découverte alchimique vieille de 300 ans, qui a pour origine la ville de Haarlem dans la province de Hollande du Nord aux Pays-Bas. La licence fut acquise en 1923 par Mr Thomas, pharmacien, puis transmise au Dr J. Lefevre médecin et pharmacien. Cette Huile de Haarlem est issue de la combinaison du soufre avec l’huile essentielle de pin et de lin d’origine naturelle. Elle apporte à l'organisme un soufre organique non oxydé assimilable.

## Histoire
Créée en 1696 par le maitre d'école néerlandais Claes Tilly à Haarlem, peut-être d'après un processus de fabrication de Herman Boerhaave, sa notoriété fut rapidement étendue dans toute l'Europe.
L'huile était présentée comme une panacée pour toutes sortes de maux. Elle était très prisée par les marins néerlandais, qui ont propagé à travers le monde la renommée de l'huile de Haarlem en même temps que celle de la ville de Haarlem. On peut trouver de la publicité pour ce produit un peu partout dans les archives et journaux du monde entier.
L'huile a donné naissance à une expression courante aux Pays-Bas : on dit d'une proposition ou d'une chose qui ne fournit pas la solution recherchée : ce n'est pas de la Haarlemmerolie.
De par son succès commercial, l'huile de Haarlem a connu beaucoup d'imitations. On alla jusqu'à copier les bouteilles et les étiquettes. L'histoire fait mention d'un produit utilisant le nom Waas Tilly, imitant Claes Tilly. C'est pourquoi au XVIIIe siècle les héritiers de Tilly ont introduit le nom d'Oprechte Haarlemmerolie (Véritable huile de Haarlem) et pourvu les étiquettes d'une signature secrète.
L'huile est toujours fabriquée en quantités modestes à Haarlem par C. de Koning Tilly Oprechte Haarlemmerolie-fabriek.
Aux Pays-Bas et ailleurs, elle est actuellement vendue comme un produit d'appoint, essentiellement pour animaux, notamment des chevaux.

## Anétholtrithione
On a identifié comme substance active de l'huile de Haarlem le composant anétholtritione (en). L'anétholtrithione présente quelques effets cholinergétiques, et améliore entre autres la sécrétion salivaire. Pour cette raison il est surtout utilisé contre la « gueule de bois ».
L'insuffisance de salivation (xérostomie) est un effet secondaire de beaucoup de médicaments psychotropes et des tranquillisants, et peut être la suite d'une intervention chirurgicale pratiquée dans le larynx. À son tour, l'insuffisance de salivation peut causer une accélération du développement de caries. Ainsi, on a rapporté quelques dizaines de recherches sur l'anétholtrithione et son effet salivant dans l'Index Medicus et l'Index Dental Literature.
Sur le Web, on trouve plusieurs recherches en cours sur les applications possibles de l'anétholtrithione dans la Chine et le Japon, pays producteurs de l'anis étoilé, riche en anéthole, le précurseur chimique d'anétholtrithione.

## Enregistrement
L'huile de Haarlem n’est pas inscrite comme médicament. L’huile de Haarlem véritable licence Thomas se trouve depuis le 18 février 1992 à l’état préliminaire dans le registre BIAM.
L'anétholtrithione est enregistré comme médicament dans plusieurs pays.
L'anétholtrithione ne se trouve pas dans le Registry of Toxic Effects of Chemical Substances RTECS, Registre des Effets Toxiques de Substances Chimiques) des États-Unis.
L'anétholtrithione est classée dans un guide français de médicaments sous le nom de Sulfarlem comme d’efficacité certaine contre la xérostomie (état de sècheresse de la bouche) et dénué de toxicité. Il peut être vendu en France sans prescription médicale.
En Belgique également, la spécialité Sulfarlem S25 est à base d'anétholtrithione.

## Divers
« J'ai amené chez Cendrars, a Villefranche, Georges Vergnes qui prépare un livre sur Apollinaire. Cendrars nous raconte sa mort, le jour de l'Armistice en 1918. Guillaume avait la grippe espagnole. Cendrars avait distribué soixante-douze flacons d'huile de Haarlem, remède attribué à Paracelse, qui coûtait alors huit sous. Deux grippés ont refusé de la prendre et les deux sont morts, dont Apollinaire. Les soixante-dix autres ont guéri. »

— Extrait du livre d'Albert Paraz, VALSEZ SAUCISSES, Parlons français. Éditions Amiot & Dumont, Paris